# 콰트로 폰타네 분수
콰트로 폰타네(이탈리아어: Quattro Fontane, '4개의 분수'를 의미)는 이탈리아 로마의 콰트로 폰타네 거리(이탈리아어: Via delle Quattro Fontane)와 퀴리날레 거리(Via del Quirinale) 교차로에 위치한 4개의 르네상스 분수이다. 1588년과 1593년 사이, 교황 식스토 5세의 의뢰로 마테이 가문 출신인 무치오 마테이의 지시에 따라 제작되었다.

## 설계

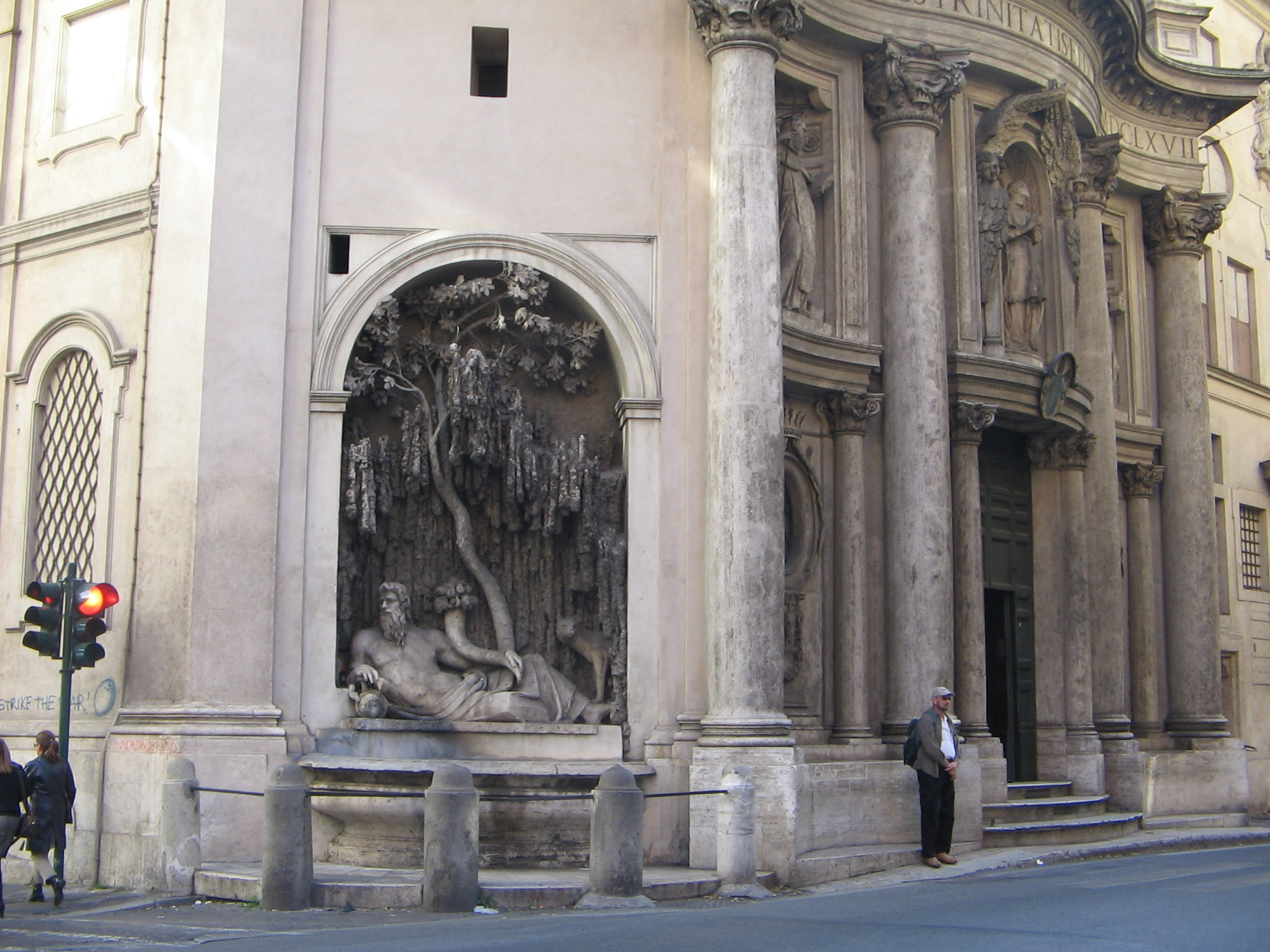
산 카를로 알레 콰트로 폰타네 성당 한쪽 면을 장식하고 있는 테베레강 분수

4개의 분수 중 테베레강을 나타내는 조각이 있는 분수는 프란체스코 보로미니가 1641년에 완공한 후기 바로크 양식인 산 카를로 알레 콰트로 폰타네 성당 한쪽 면을 장식하고 있으며, 이 성당의 이름은 콰트로 폰타네 분수의 이름에서 따왔다. 또 다른 분수는 아르노강을 상징한다. 나머지 두 분수는 순결의 상징인 여신 디아나 조각상이 있는 분수와 힘의 상징인 여신 유노 또는 강을 나타낸 것으로 추측되는 조각상이 있는 분수이다. 테베레강, 아르노강, 유노의 분수는 건축가 도메니코 폰타나가 제작했다. 디아나 분수는 화가이자 건축가인 피에트로 다 코르토나가 설계했다.

## 사진

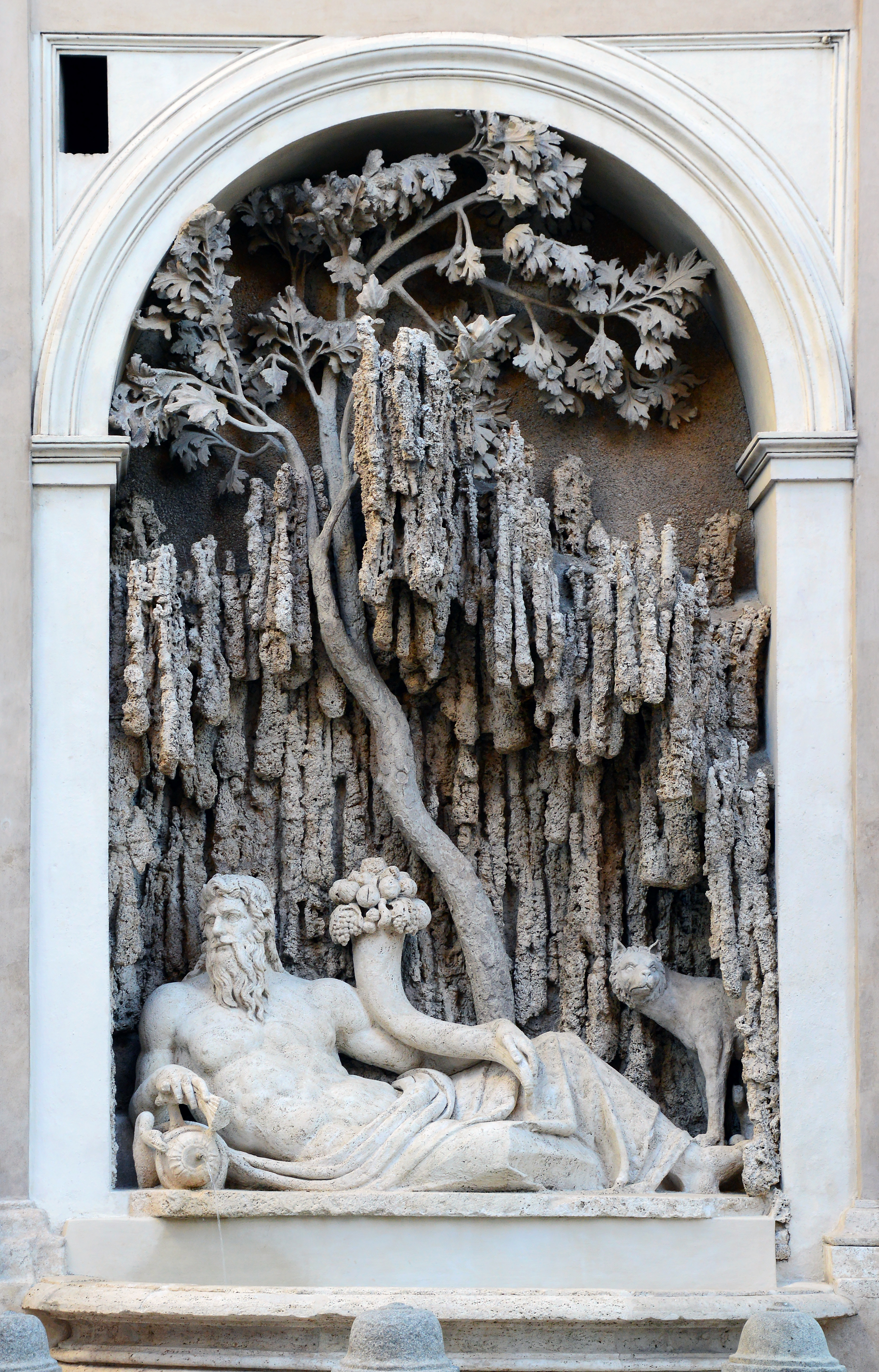
테베레강 분수
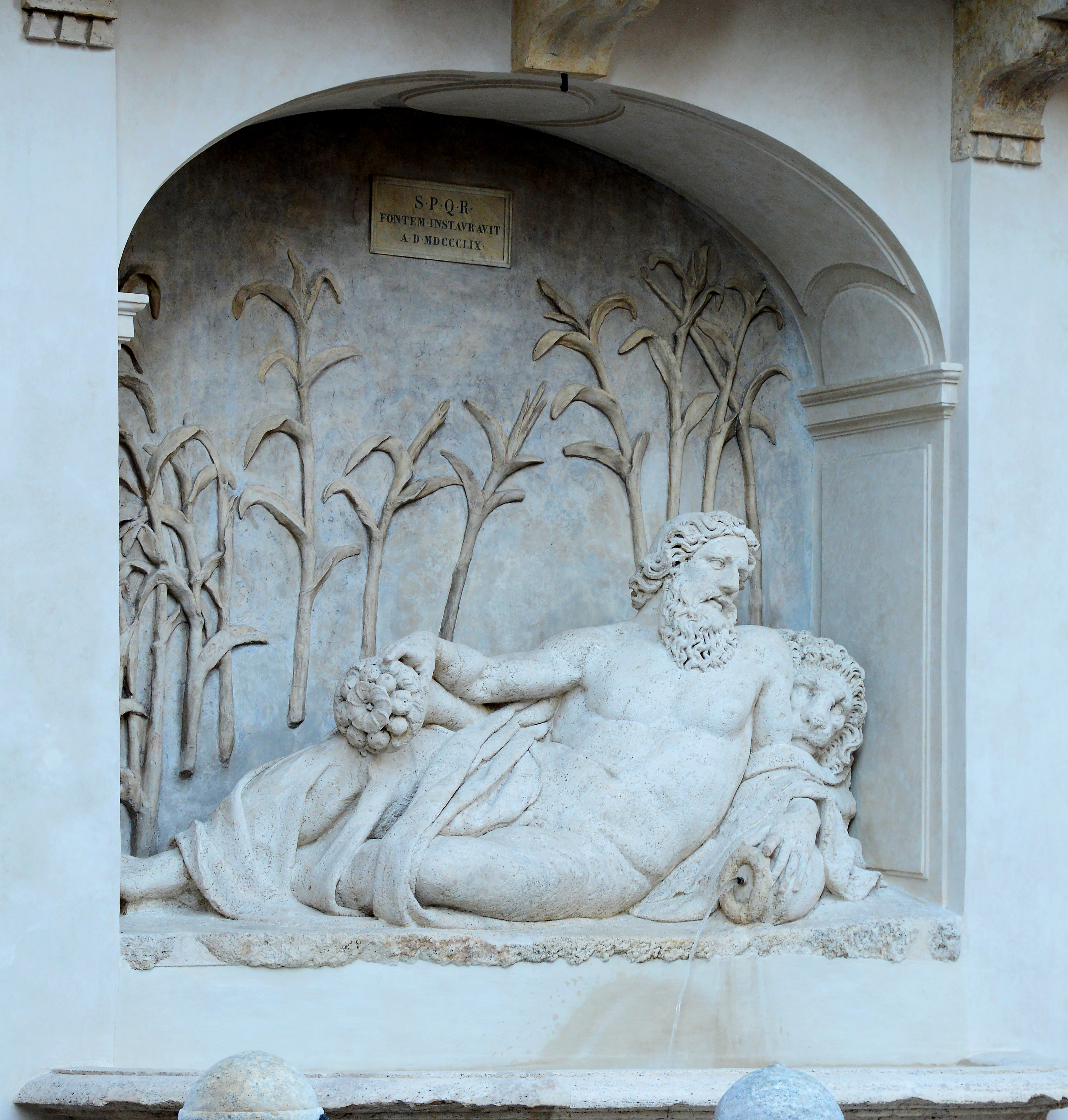
아르노강 분수
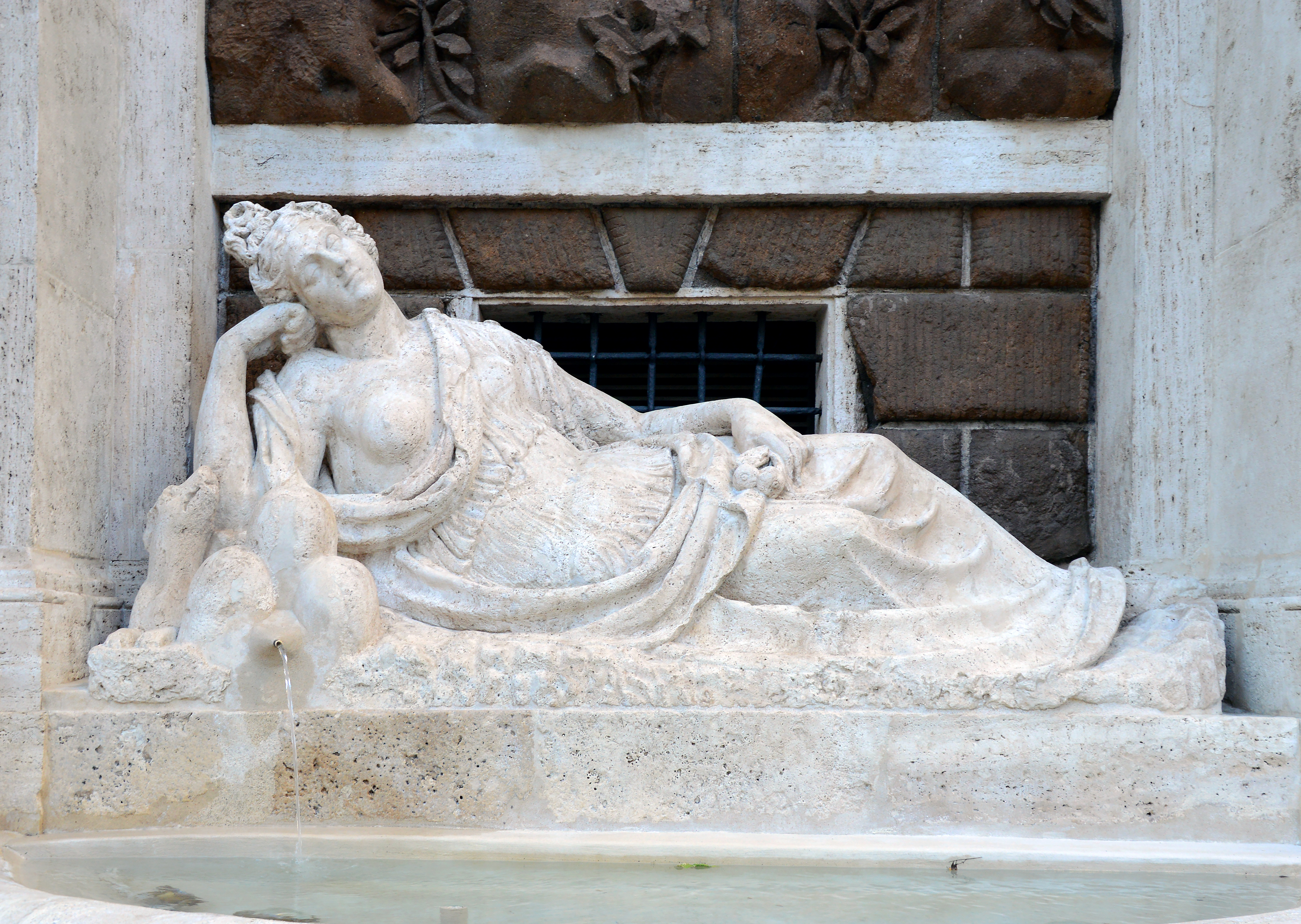
디아나 분수
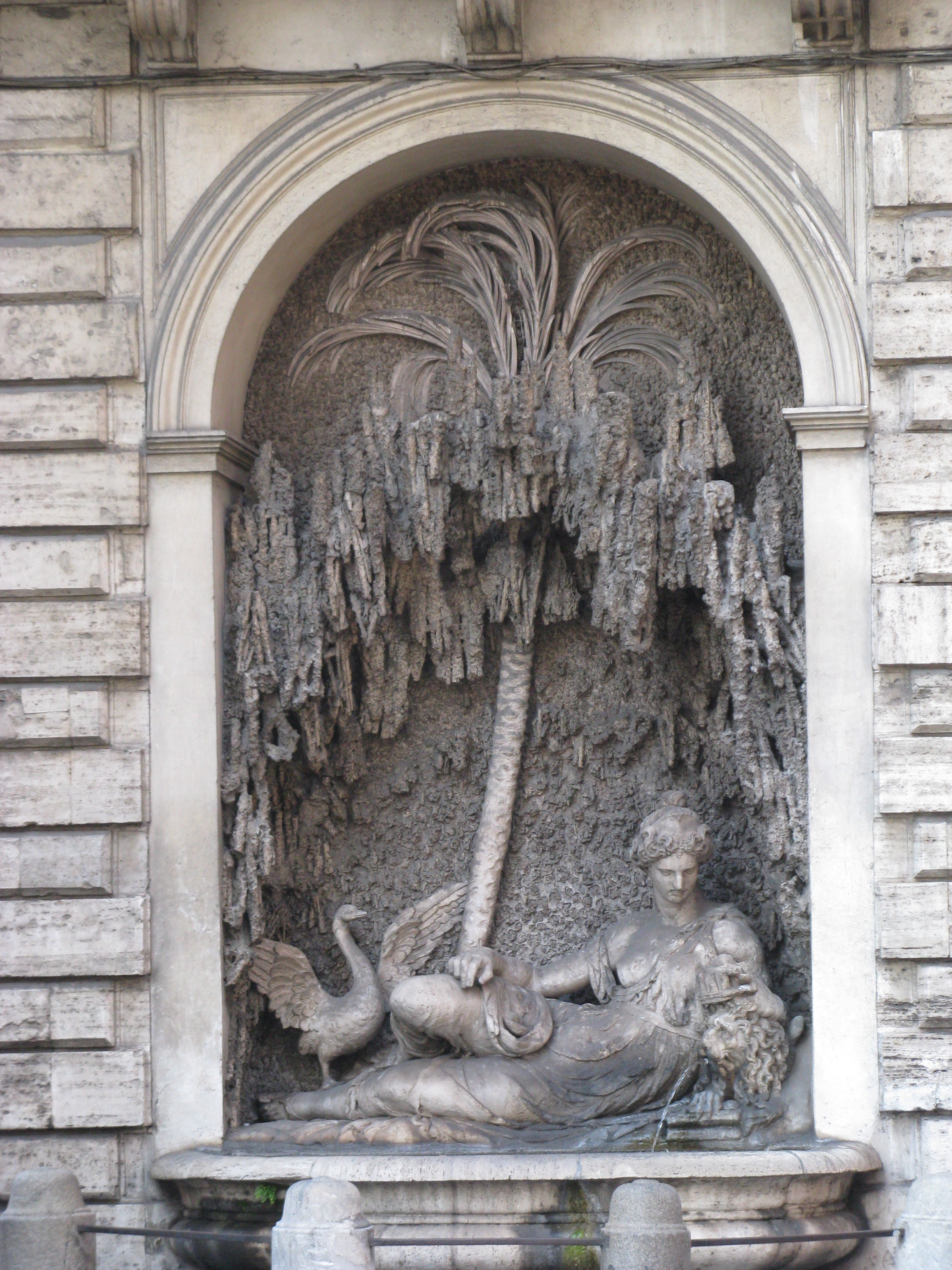
유노 분수